# Llista de monuments de Vilassar de Dalt
Llista de monuments de Vilassar de Dalt inclosos en l'Inventari del Patrimoni Arquitectònic Català per al municipi de Vilassar de Dalt (Maresme). Inclou els inscrits en el Registre de Béns Culturals d'Interès Nacional (BCIN) amb la classificació de monuments històrics, els Béns Culturals d'Interès Local (BCIL) de caràcter immoble i la resta de béns arquitectònics integrants del patrimoni cultural català.
| Monument                                      | Protecció      | Estil/època                                      | Localització                                            | Coordenades                                          | Codi?         | Imatge |
| --------------------------------------------- | -------------- | ------------------------------------------------ | ------------------------------------------------------- | ---------------------------------------------------- | ------------- | --- |
| Castell de Vilassar                           | BCIN 239-MH-EN | Romànic, gòtic XII, XIII-XV                      | Vilassar de Dalt Camí de la Costa, 6                    | 41° 31′ 04″ N, 2° 21′ 22″ E / 41.517689°N,2.356203°E | RI-51-0000447 | Castell de Vilassar (Vilassar de Dalt) · Vegeu més fotos d'aquest monument · Carregueu una nova foto d'aquest monument                           |
| Can Maians, o Torre de Can Maians             | BCIN 1812-MH   | Gòtic XVI-XVIII                                  | Vilassar de Dalt Ctra. Premià de Mar a Vilassar de Dalt | 41° 30′ 46″ N, 2° 21′ 46″ E / 41.512667°N,2.362833°E | RI-51-0005777 | Can Maians (Vilassar de Dalt) · Vegeu més fotos d'aquest monument · Carregueu una nova foto d'aquest monument                                    |
| Teatre La Massa, o Teatre Vilassarenc         | BCIN 4285-MH   | Eclecticisme XIX                                 | Vilassar de Dalt Plaça del Teatre, 3                    | 41° 31′ 05″ N, 2° 21′ 30″ E / 41.51794°N,2.35836°E   | IPA-9285      | Teatre La Massa (Vilassar de Dalt) · Vegeu més fotos d'aquest monument · Carregueu una nova foto d'aquest monument                               |
| Can Fil                                       |                | Obra popular XIX                                 | Vilassar de Dalt C. Llibertat, 13                       | 41° 31′ 13″ N, 2° 21′ 30″ E / 41.52039°N,2.35842°E   | IPA-9268      | Can Fil (Vilassar de Dalt) · Vegeu més fotos d'aquest monument · Carregueu una nova foto d'aquest monument                                       |
| Escoles Francesc Macià                        | BCIL 2007      | Obra popular, noucentisme XX                     | Vilassar de Dalt Carrer Pius XII, 26                    | 41° 30′ 46″ N, 2° 21′ 37″ E / 41.51287°N,2.36025°E   | IPA-9269      | Escoles Francesc Macià (Vilassar de Dalt) · Vegeu més fotos d'aquest monument · Carregueu una nova foto d'aquest monument                        |
| Can Mogas o Can Bonhivern                     | BCIL 2007      | Gòtic tardà, obra popular XV                     | Vilassar de Dalt Baixada Font de la Teula, 6-9          | 41° 31′ 06″ N, 2° 21′ 27″ E / 41.51847°N,2.35762°E   | IPA-9270      | Can Mogas (Vilassar de Dalt) · Vegeu més fotos d'aquest monument · Carregueu una nova foto d'aquest monument                                     |
| Font de la Teula                              | BCIL 2007      | Obra popular XVIII                               | Vilassar de Dalt C. de la Font de la Teula, 8           | 41° 31′ 05″ N, 2° 21′ 27″ E / 41.51819°N,2.35753°E   | IPA-9271      | Font de la Teula (Vilassar de Dalt) · Vegeu més fotos d'aquest monument · Carregueu una nova foto d'aquest monument                              |
| Can Saiol                                     |                | Obra popular XVII-XVIII                          | Vilassar de Dalt categoritzo                            | 41° 31′ 00″ N, 2° 21′ 26″ E / 41.516616°N,2.357342°E | IPA-9272      | Can Saiol (Vilassar de Dalt) · Vegeu més fotos d'aquest monument · Carregueu una nova foto d'aquest monument                                     |
| Can Villà                                     |                | Obra popular XVII                                | Vilassar de Dalt Final C. del Carme                     | 41° 30′ 58″ N, 2° 21′ 21″ E / 41.51599°N,2.3559°E    | IPA-9273      | Carregueu una nova foto d'aquest monument |
| Cases al carrer Artail                        | BCIL 2007      | Obra popular XIX                                 | Vilassar de Dalt C. Artail                              | 41° 31′ 12″ N, 2° 21′ 25″ E / 41.5201°N,2.35684°E    | IPA-9274      | Cases al carrer Artail (Vilassar de Dalt) · Vegeu més fotos d'aquest monument · Carregueu una nova foto d'aquest monument                        |
| Can Canyas                                    | BCIL 2007      | Gòtic tardà, obra popular XV                     | Vilassar de Dalt C. Àngel Guimerà, 17                   | 41° 31′ 04″ N, 2° 21′ 28″ E / 41.51773°N,2.35779°E   | IPA-9275      | Can Canyas (Vilassar de Dalt) · Vegeu més fotos d'aquest monument · Carregueu una nova foto d'aquest monument                                    |
| Tanca del jardí de Ca l'Antoni Feliu          | BCIL 2007      | Modernisme XX                                    | Vilassar de Dalt C. Àngel Guimerà, 4                    | 41° 31′ 06″ N, 2° 21′ 21″ E / 41.51821°N,2.35594°E   | IPA-9276      | Tanca del jardí de Ca l'Antoni Feliu (Vilassar de Dalt) · Modifica el valor a Wikidata · Carregueu una nova foto d'aquest monument               |
| Institut Torremar, o la Patatera              | BCIL 2007      | Eclecticisme XX                                  | Vilassar de Dalt C. Àngel Guimerà, 56                   | 41° 31′ 07″ N, 2° 21′ 16″ E / 41.51872°N,2.35449°E   | IPA-9277      | Institut Torremar (Vilassar de Dalt) · Vegeu més fotos d'aquest monument · Carregueu una nova foto d'aquest monument                             |
| Can Recoder                                   | BCIL 2007      | Gòtic-renaixement, obra popular XVI              | Vilassar de Dalt Pl. de la República, 17                | 41° 31′ 01″ N, 2° 21′ 29″ E / 41.51707°N,2.35805°E   | IPA-9278      | Can Recoder (Vilassar de Dalt) · Vegeu més fotos d'aquest monument · Carregueu una nova foto d'aquest monument                                   |
| Església parroquial de Sant Genís de Vilassar | BCIL 2007      | Monumentalisme academicista, gòtic tardà XVI, XX | Vilassar de Dalt Pl. de la República, 9                 | 41° 31′ 03″ N, 2° 21′ 30″ E / 41.51739°N,2.3584°E    | IPA-9279      | Església parroquial de Sant Genís de Vilassar (Vilassar de Dalt) · Vegeu més fotos d'aquest monument · Carregueu una nova foto d'aquest monument |
| Can Llimona                                   |                | Neoclassicisme-romàntic, obra popular XVIII      | Vilassar de Dalt C. Manuel Moreno, 42                   | 41° 30′ 57″ N, 2° 21′ 34″ E / 41.51591°N,2.35945°E   | IPA-9281      | Can Llimona (Vilassar de Dalt) · Vegeu més fotos d'aquest monument · Carregueu una nova foto d'aquest monument                                   |
| Museu Municipal, o Can Banús                  | BCIL 2007      | Gòtic XV                                         | Vilassar de Dalt C. Marquès de Barbarà, 9               | 41° 31′ 09″ N, 2° 21′ 24″ E / 41.519264°N,2.356733°E | IPA-9282      | Museu Municipal (Vilassar de Dalt) · Vegeu més fotos d'aquest monument · Carregueu una nova foto d'aquest monument                               |
| Can Calet del Pont                            |                | Eclecticisme XIX                                 | Vilassar de Dalt C. Mestre Viladrosa                    |                                                      | IPA-9283      | Carregueu una nova foto d'aquest monument |
| Casa adossada a Can Calet del Pont            |                | Obra popular XVII                                | Vilassar de Dalt C. Mestre Viladrosa                    |                                                      | IPA-9284      | Carregueu una nova foto d'aquest monument |
| Can Salvet                                    | BCIL 2007      | Obra popular XVII                                | Vilassar de Dalt Josep Piferrer i de Paus, 6            | 41° 30′ 56″ N, 2° 21′ 32″ E / 41.51546°N,2.35901°E   | IPA-9286      | Can Salvet (Vilassar de Dalt) · Vegeu més fotos d'aquest monument · Carregueu una nova foto d'aquest monument                                    |
| Can Coll                                      |                | Obra popular XVII, XIX                           | Vilassar de Dalt C. Sant Antoni, 27                     | 41° 31′ 01″ N, 2° 21′ 39″ E / 41.5169°N,2.36089°E    | IPA-9287      | Can Coll (Vilassar de Dalt) · Vegeu més fotos d'aquest monument · Carregueu una nova foto d'aquest monument                                      |
| Cal Notari                                    | BCIL 2007      | Obra popular XVII                                | Vilassar de Dalt C. de Sant Miquel, 9                   | 41° 31′ 09″ N, 2° 21′ 28″ E / 41.51908°N,2.35769°E   | IPA-9288      | Cal Notari (Vilassar de Dalt) · Vegeu més fotos d'aquest monument · Carregueu una nova foto d'aquest monument                                    |
| Cal Teòric                                    | BCIL 2007      | Eclecticisme XX                                  | Vilassar de Dalt Carrer Vidal i Barraquer, 23           | 41° 30′ 57″ N, 2° 21′ 45″ E / 41.51572°N,2.36246°E   | IPA-9290      | Cal Teòric (Vilassar de Dalt) · Vegeu més fotos d'aquest monument · Carregueu una nova foto d'aquest monument                                    |
| Cal Noi Bayau, o Can Vitissis                 |                | Historicisme XIX                                 | Vilassar de Dalt Pl. de la República, 11                | 41° 31′ 02″ N, 2° 21′ 30″ E / 41.51721°N,2.35822°E   | IPA-9291      | Cal Noi Bayau (Vilassar de Dalt) · Vegeu més fotos d'aquest monument · Carregueu una nova foto d'aquest monument                                 |
| La Rectoria                                   |                | Gòtic tardà, obra popular XVI, XX                | Vilassar de Dalt Pl. de la Vila                         | 41° 31′ 03″ N, 2° 21′ 31″ E / 41.51741°N,2.35865°E   | IPA-9292      | La Rectoria (Vilassar de Dalt) · Vegeu més fotos d'aquest monument · Carregueu una nova foto d'aquest monument                                   |
| Can Boquet                                    | BCIL 2007      | Obra popular XVII                                | Vilassar de Dalt Camí de la Roca                        | 41° 31′ 37″ N, 2° 20′ 34″ E / 41.52697°N,2.34276°E   | IPA-9293      | Carregueu una nova foto d'aquest monument |
| Can Colomer                                   | BCIL 2007      | Gòtic tardà XVI                                  | Vilassar de Dalt Av. Mare de Déu de La Cisa, 36         | 41° 30′ 52″ N, 2° 21′ 17″ E / 41.51443°N,2.35469°E   | IPA-9294      | Can Colomer (Vilassar de Dalt) · Vegeu més fotos d'aquest monument · Carregueu una nova foto d'aquest monument                                   |
| Can Grasses                                   |                | Eclecticisme XIX                                 | Vilassar de Dalt Av. Mare de Déu de La Cisa, 38         | 41° 30′ 51″ N, 2° 21′ 17″ E / 41.5142°N,2.3548°E     | IPA-9295      | Can Grasses (Vilassar de Dalt) · Vegeu més fotos d'aquest monument · Carregueu una nova foto d'aquest monument                                   |
| Can Ribot                                     | BCIL 2007      | Obra popular XX Inici                            | Vilassar de Dalt Carrer Manuel Moreno, 108              | 41° 30′ 53″ N, 2° 21′ 41″ E / 41.51469°N,2.36126°E   | IPA-9297      | Can Ribot (Vilassar de Dalt) · Vegeu més fotos d'aquest monument · Carregueu una nova foto d'aquest monument                                     |
| Cal Garbat                                    | BCIL 2007      | Obra popular XX                                  | Vilassar de Dalt Carrer Balears, 12                     | 41° 31′ 13″ N, 2° 21′ 30″ E / 41.5202°N,2.35829°E    | IPA-9298      | Cal Garbat (Vilassar de Dalt) · Vegeu més fotos d'aquest monument · Carregueu una nova foto d'aquest monument                                    |
| Conjunt fàbrica i habitatge El Tint de Dalt   | BCIL 2007      | Obra popular, eclecticisme XIX                   | Vilassar de Dalt C. Àngel Guimerà, 56-62                | 41° 31′ 09″ N, 2° 21′ 16″ E / 41.51918°N,2.35455°E   | IPA-9299      | Conjunt fàbrica i habitatge El Tint de Dalt (Vilassar de Dalt) · Vegeu més fotos d'aquest monument · Carregueu una nova foto d'aquest monument   |
| Casa al carrer Nou, 13                        |                | Obra popular XVIII                               | Vilassar de Dalt C. Nou, 13                             | 41° 31′ 02″ N, 2° 21′ 34″ E / 41.51731°N,2.3595°E    | IPA-9300      | Casa al carrer Nou, 13 (Vilassar de Dalt) · Vegeu més fotos d'aquest monument · Carregueu una nova foto d'aquest monument                        |
| Ca l'Armengol, o Can Vellet                   |                | Obra popular XVIII                               | Vilassar de Dalt C. Àngel Guimerà, 23                   | 41° 31′ 04″ N, 2° 21′ 27″ E / 41.51781°N,2.35754°E   | IPA-9301      | Ca l'Armengol (Vilassar de Dalt) · Vegeu més fotos d'aquest monument · Carregueu una nova foto d'aquest monument                                 |
| Can Tarrida, Can Daniel, o Mar i Cel          | BCIL 2007      | Eclecticisme XX                                  | Vilassar de Dalt Torrent Daniel, 3                      | 41° 31′ 18″ N, 2° 21′ 25″ E / 41.52159°N,2.35696°E   | IPA-9302      | Can Tarrida (Vilassar de Dalt) · Vegeu més fotos d'aquest monument · Carregueu una nova foto d'aquest monument                                   |
| Casa al carrer Anselm Clavé, 24               |                | Eclecticisme XIX Final                           | Vilassar de Dalt C. Anselm Clavé, 24                    | 41° 31′ 01″ N, 2° 21′ 34″ E / 41.51689°N,2.35934°E   | IPA-37885     | Casa al carrer Anselm Clavé, 24 (Vilassar de Dalt) · Vegeu més fotos d'aquest monument · Carregueu una nova foto d'aquest monument               |
| Can Sabater                                   |                | Obra popular, gòtic tardà XVI                    | Vilassar de Dalt Carrer del Nord, 2                     | 41° 31′ 13″ N, 2° 21′ 13″ E / 41.52019°N,2.35349°E   | IPA-37886     | Can Sabater (Vilassar de Dalt) · Vegeu més fotos d'aquest monument · Carregueu una nova foto d'aquest monument                                   |
| Fàbrica Can Manyer                            | BCIL 2007      | Obra popular XIX Final                           | Vilassar de Dalt Miquel Martí i Pol, 6                  | 41° 31′ 06″ N, 2° 21′ 32″ E / 41.51842°N,2.359°E     | IPA-37887     | Fàbrica Can Manyer (Vilassar de Dalt) · Vegeu més fotos d'aquest monument · Carregueu una nova foto d'aquest monument                            |
| Ca l'Amadeu                                   | BCIL 2000      | Racionalisme XX                                  | Vilassar de Dalt C. Manuel Moreno, 57                   | 41° 30′ 53″ N, 2° 21′ 42″ E / 41.514669°N,2.361634°E | IPA-39988     | Ca l'Amadeu (Vilassar de Dalt) · Vegeu més fotos d'aquest monument · Carregueu una nova foto d'aquest monument                                   |
| Can Lloberas del Bosc                         | BCIL 2007      | Obra popular XIV                                 | Vilassar de Dalt Camí de Cal Lloberas                   | 41° 32′ 08″ N, 2° 19′ 31″ E / 41.535492°N,2.325376°E | IPA-45529     | Carregueu una nova foto d'aquest monument |
| Ca l'Arcís                                    | BCIL 2007      | Obra popular XVII                                | Vilassar de Dalt Camí de la Costa                       | 41° 32′ 18″ N, 2° 20′ 47″ E / 41.53838°N,2.34646°E   | IPA-45530     | Ca l'Arcís (Vilassar de Dalt) · Vegeu més fotos d'aquest monument · Carregueu una nova foto d'aquest monument                                    |
| Can Nielfa                                    | BCIL 2000      | Obra popular XVI-XVII                            | Vilassar de Dalt Carrer Pere Calders, 1                 | 41° 31′ 15″ N, 2° 21′ 08″ E / 41.520732°N,2.352160°E | IPA-45531     | Carregueu una nova foto d'aquest monument |
| Can Pere Català                               | BCIL 2007      | Obra popular XVII                                | Vilassar de Dalt Riera de Targa, 5                      | 41° 31′ 14″ N, 2° 21′ 19″ E / 41.52059°N,2.35536°E   | IPA-45532     | Can Pere Català (Vilassar de Dalt) · Modifica el valor a Wikidata · Carregueu una nova foto d'aquest monument                                    |
| Cal Doctor, Ca l'Andreu                       | BCIL 2007      | Obra popular XV-XVI                              | Vilassar de Dalt C. del Carme, 48                       | 41° 30′ 59″ N, 2° 21′ 25″ E / 41.516501°N,2.357057°E | IPA-45543     | Cal Doctor (Vilassar de Dalt) · Vegeu més fotos d'aquest monument · Carregueu una nova foto d'aquest monument                                    |
| Can Vadó Vaquer                               | BCIL 2007      | Obra popular XVII                                | Vilassar de Dalt C. del Carme, 44                       | 41° 31′ 01″ N, 2° 21′ 29″ E / 41.516808°N,2.358091°E | -             | Can Vadó Vaquer (Vilassar de Dalt) · Vegeu més fotos d'aquest monument · Carregueu una nova foto d'aquest monument                               |
| Can Costa                                     | BCIL 2007      | Obra popular XVII                                | Vilassar de Dalt                                        | 41° 31′ 02″ N, 2° 21′ 38″ E / 41.517170°N,2.360460°E | IPA-45545     | Can Costa (Vilassar de Dalt) · Vegeu més fotos d'aquest monument · Carregueu una nova foto d'aquest monument                                     |
| Can Palomo, Can Vicenç                        | BCIL 2007      | Obra popular                                     | Vilassar de Dalt C. Àngel Guimerà, 42                   | 41° 31′ 06″ N, 2° 21′ 21″ E / 41.51843°N,2.35587°E   | IPA-45546     | Can Palomo (Vilassar de Dalt) · Vegeu més fotos d'aquest monument · Carregueu una nova foto d'aquest monument                                    |
| Can Puig, Can Bot                             | BCIL 2007      | Obra popular XVIII                               | Vilassar de Dalt C. Àngel Guimerà, 11                   | 41° 31′ 03″ N, 2° 21′ 29″ E / 41.517528°N,2.358010°E | IPA-45547     | Can Puig (Vilassar de Dalt) · Vegeu més fotos d'aquest monument · Carregueu una nova foto d'aquest monument                                      |
| L'Estanc de Dalt                              | BCIL 2007      | XVIII                                            | Vilassar de Dalt C. Àngel Guimerà, 9                    | 41° 31′ 03″ N, 2° 21′ 29″ E / 41.517445°N,2.358104°E | IPA-45548     | L'Estanc de Dalt (Vilassar de Dalt) · Vegeu més fotos d'aquest monument · Carregueu una nova foto d'aquest monument                              |
| Can Tendre, Can Blanch                        | BCIL 2007      | Obra popular XVIII-XIX                           | Vilassar de Dalt C. del Carme, 6                        | 41° 31′ 01″ N, 2° 21′ 29″ E / 41.516808°N,2.358091°E | IPA-45549     | Can Tendre (Vilassar de Dalt) · Vegeu més fotos d'aquest monument · Carregueu una nova foto d'aquest monument                                    |
| Can Quicus                                    | BCIL 2007      | Obra popular XVIII                               | Vilassar de Dalt C. del Carme, 8-10                     | 41° 31′ 00″ N, 2° 21′ 28″ E / 41.516734°N,2.357902°E | IPA-45550     | Can Quicus (Vilassar de Dalt) · Vegeu més fotos d'aquest monument · Carregueu una nova foto d'aquest monument                                    |
| Can Mateu del Nen                             | BCIL 2007      | Obra popular XVIII                               | Vilassar de Dalt C. Manuel Moreno, 21-23                | 41° 30′ 57″ N, 2° 21′ 36″ E / 41.515706°N,2.360052°E | IPA-45551     | Can Mateu del Nen (Vilassar de Dalt) · Vegeu més fotos d'aquest monument · Carregueu una nova foto d'aquest monument                             |
| Casa de la Tela                               | BCIL 2007      | Noucentisme XX                                   | Vilassar de Dalt C. Manuel Moreno, 29                   | 41° 30′ 55″ N, 2° 21′ 38″ E / 41.515326°N,2.360562°E | IPA-45552     | Casa de la Tela (Vilassar de Dalt) · Vegeu més fotos d'aquest monument · Carregueu una nova foto d'aquest monument                               |
| L'Estrella                                    | BCIL 2007      | XIX                                              | Vilassar de Dalt Ptge. de la Rosa, 1                    | 41° 31′ 00″ N, 2° 21′ 30″ E / 41.516679°N,2.358319°E | IPA-45553     | L'Estrella (Vilassar de Dalt) · Vegeu més fotos d'aquest monument · Carregueu una nova foto d'aquest monument                                    |
| Capella de Sant Sebastià                      | BCIL 2007      | Obra popular XVI, XX                             | Vilassar de Dalt Camí antic de Cabrils                  | 41° 31′ 15″ N, 2° 21′ 59″ E / 41.520703°N,2.366489°E | IPA-45554     | Capella de Sant Sebastià (Vilassar de Dalt) · Vegeu més fotos d'aquest monument · Carregueu una nova foto d'aquest monument                      |
| Hospital de Sant Pere                         | BCIL 2007      |                                                  | Vilassar de Dalt Av. Santa Maria, 20                    | 41° 30′ 50″ N, 2° 21′ 30″ E / 41.513789°N,2.358360°E | IPA-45555     | Hospital de Sant Pere (Vilassar de Dalt) · Vegeu més fotos d'aquest monument · Carregueu una nova foto d'aquest monument                         |
| Les Sedes, Can Mateu Serra                    | BCIL 2007      | XIX                                              | Vilassar de Dalt Riera de Targa, 27-29                  | 41° 31′ 11″ N, 2° 21′ 36″ E / 41.519619°N,2.359931°E | IPA-45556     | Les Sedes (Vilassar de Dalt) · Vegeu més fotos d'aquest monument · Carregueu una nova foto d'aquest monument                                     |
| Les Ginesteres                                | BCIL 2000      | XIX, XX                                          | Vilassar de Dalt Camí de la Costa                       | 41° 31′ 24″ N, 2° 20′ 41″ E / 41.52333°N,2.344798°E  | IPA-45557     | Carregueu una nova foto d'aquest monument |
| Can Maioles                                   | BCIL 2007      | XIX                                              | Vilassar de Dalt Camí de Can Maioles, torrent Domènec   | 41° 31′ 28″ N, 2° 21′ 04″ E / 41.52444°N,2.35117°E   | IPA-45558     | Carregueu una nova foto d'aquest monument |
| Can Silva                                     | BCIL 2007      | XIX                                              | Vilassar de Dalt Passatge Pere, 26                      | 41° 31′ 16″ N, 2° 21′ 07″ E / 41.52121°N,2.35202°E   | IPA-45559     | Can Silva (Vilassar de Dalt) · Vegeu més fotos d'aquest monument · Carregueu una nova foto d'aquest monument                                     |
| Ca l'Arenes                                   | BCIL 2007      | Historicisme, modernisme XIX                     | Vilassar de Dalt Camí de la Costa                       | 41° 31′ 12″ N, 2° 21′ 05″ E / 41.520111°N,2.351344°E | IPA-45560     | Carregueu una nova foto d'aquest monument |
| Can Roure                                     | BCIL 2007      |                                                  | Vilassar de Dalt Carrer Abat Oliba, 0                   | 41° 31′ 16″ N, 2° 21′ 24″ E / 41.52123°N,2.35664°E   | IPA-45561     | Can Roure (Vilassar de Dalt) · Vegeu més fotos d'aquest monument · Carregueu una nova foto d'aquest monument                                     |
| Can Casanovas                                 | BCIL 2007      | Eclecticisme, neoclassicisme, modernisme XIX     | Vilassar de Dalt C. Sant Ramon, 10-12                   | 41° 31′ 07″ N, 2° 21′ 23″ E / 41.518491°N,2.356272°E | IPA-45562     | Can Casanovas (Vilassar de Dalt) · Vegeu més fotos d'aquest monument · Carregueu una nova foto d'aquest monument                                 |
| Can Rafart                                    | BCIL 2007      | Historicisme XX                                  | Vilassar de Dalt C. Rafart, 2                           | 41° 31′ 10″ N, 2° 21′ 39″ E / 41.519413°N,2.360944°E | IPA-45563     | Can Rafart (Vilassar de Dalt) · Vegeu més fotos d'aquest monument · Carregueu una nova foto d'aquest monument                                    |
| Can Bruguera                                  | BCIL 2007      | XIV, XIX                                         | Vilassar de Dalt C. Sant Antoni, 9                      | 41° 31′ 03″ N, 2° 21′ 36″ E / 41.517420°N,2.360109°E | IPA-45564     | Can Bruguera (Vilassar de Dalt) · Vegeu més fotos d'aquest monument · Carregueu una nova foto d'aquest monument                                  |
| Les Quatre Torres                             | BCIL 2007      | Historicisme XIX                                 | Vilassar de Dalt C. Bilbao, 5                           | 41° 30′ 56″ N, 2° 21′ 53″ E / 41.515451°N,2.364637°E | IPA-45565     | Les Quatre Torres (Vilassar de Dalt) · Vegeu més fotos d'aquest monument · Carregueu una nova foto d'aquest monument                             |
| Carrer Francesc Codina                        | BCIL 2007      |                                                  | Vilassar de Dalt C. Francesc Codina                     | 41° 30′ 57″ N, 2° 21′ 26″ E / 41.515952°N,2.357151°E | IPA-45566     | Carrer Francesc Codina (Vilassar de Dalt) · Vegeu més fotos d'aquest monument · Carregueu una nova foto d'aquest monument                        |
| Carrer Francesc i Benet Artigas               | BCIL 2007      | XIX                                              | Vilassar de Dalt C. Francesc i Benet Artigas            | 41° 31′ 02″ N, 2° 21′ 27″ E / 41.517168°N,2.357398°E | IPA-45567     | Carrer Francesc i Benet Artigas (Vilassar de Dalt) · Vegeu més fotos d'aquest monument · Carregueu una nova foto d'aquest monument               |
| Font de Sant Pere                             | BCIL 2007      | XIX                                              | Vilassar de Dalt C. Artail, 51                          | 41° 31′ 12″ N, 2° 21′ 29″ E / 41.519891°N,2.358093°E | IPA-45568     | Font de Sant Pere (Vilassar de Dalt) · Vegeu més fotos d'aquest monument · Carregueu una nova foto d'aquest monument                             |
| Finestrals de Ca l'Isern                      | BCIL 2007      | XIX                                              | Vilassar de Dalt Ptge. de la Plaça, 1                   | 41° 31′ 03″ N, 2° 21′ 32″ E / 41.517475°N,2.358782°E | IPA-45569     | Finestrals de Ca l'Isern (Vilassar de Dalt) · Vegeu més fotos d'aquest monument · Carregueu una nova foto d'aquest monument                      |
| Tanca de Can Mir                              | BCIL 2007      | XX                                               | Vilassar de Dalt C. Àngel Guimerà, 54                   | 41° 31′ 07″ N, 2° 21′ 19″ E / 41.518742°N,2.355362°E | IPA-45570     | Tanca de Can Mir (Vilassar de Dalt) · Vegeu més fotos d'aquest monument · Carregueu una nova foto d'aquest monument                              |
| Tanca de Can Jaume Mateu                      | BCIL 2007      |                                                  | Vilassar de Dalt Carrer Mestre Viladrosa, 10            | 41° 31′ 04″ N, 2° 21′ 29″ E / 41.517782°N,2.358098°E | IPA-45571     | Tanca de Can Jaume Mateu (Vilassar de Dalt) · Vegeu més fotos d'aquest monument · Carregueu una nova foto d'aquest monument                      |